# Miloš Krstić
Miloš Krstić (in serbo Милош Крстић?; Svrljig, 7 marzo 1987) è un ex calciatore serbo, di ruolo centrocampista.

## Carriera

### Club
Il Rad Belgrado è la sua prima squadra con cui, in 2 anni, gioca 39 partite e segna 5 gol. Nel 2007 passa all'Olympique Marsiglia. È stato una sola volta sostituto, il 6 ottobre 2007 contro il Saint-Étienne.
Il 31 gennaio 2009 è prestato per sei mesi all'Ajaccio, società militante nella seconda divisione francese.